# Платон (Атанацкович)
Епи́скоп Плато́н (в миру Павел Атанацкович, серб. Павле Атанацковић, венг. Athanačkovics Pál; 10 июля 1788, Сомбор — 21 апреля 1867, Нови-Сад) — сербский писатель и филантроп; епископ Сербской православной церкви, епископ Бачский. Видный просветитель XIX века.

## Биография
Павел Атанацкович родился 10 июля 1788 года в городе Сомборе.
Посещал гимназию и духовную семинарию в городе Сремски-Карловци в (Воеводина). По окончании последней сделался православным священником. В 1810 году женился на Катарине Сотинчевой, в браке родился сын Васа. В 1812 году был назначен учителем сербской школы в родном городе. 
В 1817 году вместе с семинарией переехал в Сомбор, где стал настоятелем городского храма.
Овдовев в 1829 году, он постригся в монахи, приняв имя Платона. В 1832 году стал игуменом, а позднее архимандритом монастыря Шишатовац. В 1834 году переведен в монастырь Бездин.
12 сентября 1839 года хиротонисан во епископа Будимского.
С 1851 года — епископ Бачский. В Бачской епархии епископ Платон провел ремонт многих храмов и епископской резиденции в Нови-Саде. Он активно занимался благотворительностью и просветительской деятельностью: передал свой дом в Нови-Саде юридической академии, построил школу и дом для учителей, подарил гимназии приобретенную им типографию, основал «Платонеум» — интернат для малоимущих учеников учительской гимназии,  и построил церковь святых апостолов Петра и Павла на Алмашском кладбище в Нови-Саде, где и был похоронен.  Дважды избирался президентом Матицы Сербской, которой завещал свою библиотеку, насчитывавшую 787 книг.
Напечатал в 1856 году «Принос родолюбних мислих на жертвеник народног напредка». Кроме того, он был отчасти автором, отчасти же переводчиком нескольких учебников и богословских сочинений; пожертвовал около 90000 флоринов на разные просветительные цели.
Павел Атанацкович скончался 21 апреля 1867 года в городе Нови-Сад.